# Glicerolo-3-fosfato deidrogenasi (NAD(P)+)
La glicerolo-3-fosfato deidrogenasi (NAD(P)+) è un enzima appartenente alla classe delle ossidoreduttasi, che catalizza la seguente reazione:
sn-glicerolo 3-fosfato + NAD(P)+ ⇄ glicerone fosfato + NAD(P)H + H+
L'enzima proveniente dal batterio Escherichia coli mostra specificità per il lato B del NADPH. 